# Volf-Nagy Tünde
Volf-Nagy Tünde (születési nevén Nagy Tünde; 1968[forrás?] –) magyar televíziós műsorvezető, tartalomfejlesztési szakértő.

## Élete és pályafutása
Sárospatakon járt gimnáziumba, gyerekkorát a Zemplénben töltötte. Szegeden, magyar–német szakon végzett az egyetemen, majd a Madách Gimnáziumban dolgozott mint magyar–német szakos tanár. Részt vett a Magyar Televízió szerkesztő-riporter-műsorvezető képzésén, majd a müncheni bajor televízióban egy egyéves televíziós újságírói képzésen, ami után még két évet dolgozott szerkesztő-riporterként a BR és az ARD csatornáknak. Visszatérve Magyarországra a Zolcer TV vezetője lett.[forrás?] A nemzetközi cég az RTL Klub indításában is szerepet vállalt (a Híradó vidéki tudósítói hálózatát működtette és a Fókuszt készítette).
2003-ban kezdett a Magyar Televíziónál dolgozni szerkesztőként, főszerkesztőként és műsorvezetőként, ahol többek között olyan műsoroknál működött közre, mint a Magyarország tájegységeit és városait bemutató Főtér, a természeti értékekkel foglalkozó Zöld 7-es, a gazdasági témájú Készpénz, az Aranyág nevű évente kétszer megrendezett jótékonysági gála, a Mi? Mennyi? Miért? (MMM) és a Vevőszolgálat című fogyasztóvédelmi műsorok, a Navigátor, a 2005-ös Eurovíziós Dalfesztivál magyarországi válogatója, az Európai arcok és a Faluház. 2009-től – Kósa Somogyi György munkáját segítve – az M1 és M2 csatornák műsorigazgató-helyetteseként dolgozott második gyermeke születéséig[forrás?]. Később tartalomfejlesztési szakértőként, valamint műsorvezetőként dolgozott a Térkép, Kívánságkosár és Dokureflex című műsorokban. 2015 szeptemberében az M1 hírcsatorna berlini tudósítója lett. 2020 őszétől az M1 riportere, valamint a Kossuth Rádió Jó reggelt, Magyarország! című műsorának műsorvezetője. 2022 áprilisától Novák Katalin lemondásáig a köztársasági elnök kommunikációjáért felelt. 2023 októberétől a Protestáns Újságírók Szövetségének az elnöke.
Férje Volf Péter kardiológus, gyermekeik: Bálint és Szonja.[forrás?]